# Corbu (gmina w okręgu Konstanca)
Corbu – gmina w Rumunii, w okręgu Konstanca. Obejmuje miejscowości Corbu, Luminița i Vadu. W 2011 roku liczyła 5689 mieszkańców.